# Leucobryum boryanum
Leucobryum boryanum är en bladmossart som beskrevs av Bescherelle 1880. Leucobryum boryanum ingår i släktet Leucobryum och familjen Dicranaceae. Inga underarter finns listade i Catalogue of Life.